# Knights de Bellarmine
 (mars 2022).
Si vous disposez d'ouvrages ou d'articles de référence ou si vous connaissez des sites web de qualité traitant du thème abordé ici, merci de compléter l'article en donnant les références utiles à sa vérifiabilité et en les liant à la section « Notes et références ».
Les Knights de Bellarmine (en anglais : Bellarmine Knights) sont le club omnisports universitaire de l'université Bellarmine à Louisville dans le Kentucky.